# Apomecyna longipennis
Apomecyna longipennis là một loài bọ cánh cứng trong họ Cerambycidae.